# Timothy Pogačar
Timothy (Tim) Pogačar (v ZDA tudi Pogacar [Po:gakar]), ameriško-slovenski literarni zgodovinar, urednik in prevajalec, * 30. december 1955, Cleveland, Ohio, ZDA.

## Življenje
Obiskoval je srednjo šolo St. Joseph High School v Clevelandu ter jo leta 1974 zaključil. Diplomiral je leta 1979 s področja ruskega in španskega jezika na Univerzi Georgetown. Leta 1981 je magistriral na temo ruskega jezika in književnosti na Univerzi Kansas v Lawrenceu, kjer je leta 1985 doktoriral s področja slovanskih jezikov in književnosti. Vmes je za eno leto (1983–84) odšel na izmenjavo na Moskovsko univerzo v Rusijo. 
V letih 1989–93 je bil ravnatelj programa mednarodnih študij na Akademiji znanosti in umetnosti na Univerzi Bowling Green State. Tu je v letih 1987–91 koordiniral program tujih jezikov za osnovne šole. V letih 1985–90 je na BGSU deloval kot izredni profesor, od leta 1991 predava kot izredni profesor ruščine. Od leta 1998 je predstojnik oddelka za nemščino, ruščino in vzhodnoazijske jezike. 
V letih 1987–95 je bil predsednik in blagajnik Društva za slovenske študije (Society for Slovene Studies ), leta 1996 je prevzel mesto urednika njihovega časopisa, Slovene Studies: Journal of the Society for Slovene Studies, in bil leta 2007 izvoljen za predsednika društva. V tem letu je ponovno obiskal Moskovsko univerzo, tokrat kot gostujoči raziskovalec. Od leta 1989 je v vodstvenem odboru clevelandskega Zbora za svetovne zadeve in od leta 2005 član Social Philosophy and Policy Centra na Univerzi BGSU.

## Delo
Poleg urednikovanja se v okviru svojih raziskovalnih interesov ukvarja predvsem z dojemanjem osebne identitete v ruski književnosti in kulturi ter književnimi prevodi. Prevaja ruščino in slovenščino v angleščino, v okviru slovenske književnosti pa se ukvarja z opusom Ivana Tavčarja. Prevedel je Visoško kroniko. Je strokovnjak za ruski jezik, literaturo, kulturo in film ter poučevanje na daljavo. Pripravlja tečaje in študije na temo sodobne in tradicionalne ruske kulture in je soustvarjalec šolskih publikacij o ruskih in slovenskih književnih delih.

## Izbrana bibliografija

### Monografije
- A Holistic View of Teaching Languages in Elementary and Middle Schools. Columbus: OH Greydon, 1994.

### Prevodi
- Slovenski pesniki in pisatelji akademiki (Slovene poets and prose writers in the Academy of Sciences). Ljubljana: SAZU, 2007.
- Marko Juvan: History and Poetics of Intertextuality. West Lafayette, Indiana: Purdue University Press, 2008. (COBISS)

### Članki
- »Poetry and Prose in Ameriški družinski koledar«. Intelektualci v diaspori (1999). 187–97.
- »Slovene literature« and »Ivan Cankar«. Encyclopedia of Eastern Europe (2000). 749–51.
- Timothy Pogacar: Pogacar Talks About Slov. Translations. Ameriška domovina 109/29 (2007). (COBISS)
- Imagining Slovene literary history. Slavistična revija 56/1 (2008). 369–382. (COBISS)

### Ocene
- Miran Hladnik: Slovenska kmečka povest. Ljubljana: Prešernova družba, 1990. Slovene Studies 8/2 (1991). 215–17. (COBISS)
- Marko Juvan: Domači Parnas v narekovajih: parodija in slovenska književnost. Ljubljana: Literarno-umetniško društvo Literatura, 1997. Slovene Studies 17/1–2 (1995). 213–215. (COBISS)
- Kako pisati literarno zgodovino danes?. Ljubljana: Znanstveno-raziskovalni center SAZU, 2003. Slovene Studies 24/1–2 (2002). 127–31.
- Liberalizem in slovenska literatura: roman Ivana Tavčarja Visoška kronika. Ljubljana: Center za slovenščino kot drugi/tuji jezik pri Oddelku za slovenistiko Filozofske fakultete, 2003. 37–47. (COBISS)
- Franc Zadravec: Slovenski roman 20. stoletja. Slovene Studies 26/1–2 (2004). 142–45.